# فرانک لوکزامبورگ
فرانک لوگزامبورگ (به انگلیسی: Luxembourgish franc) (به زبان بومی: franc Luxembourgeois) با کد ایزوی LUF، یکای پول رایج در کشور لوکزامبورگ است. مسئولیت کنترل این یکای پول برعهدهٔ بانک مرکزی لوکزامبورگ قرار دارد.